# Ummerstadt
Ummerstadt är en stad i Landkreis Hildburghausen i förbundslandet Thüringen i Tyskland.
Kommunen ingår i förvaltningsgemenskapen Heldburger Unterland tillsammans med kommunerna Schlechtsart, Schweickershausen, Straufhain, Westhausen och Heldburg.